# Basket Rimini Crabs 2004-2005
Questa voce raccoglie le informazioni riguardanti il Basket Rimini Crabs, sponsorizzato Conad dal 18 novembre 2004, nelle competizioni ufficiali della stagione 2004-2005.

## Verdetti stagionali
- Legadue:

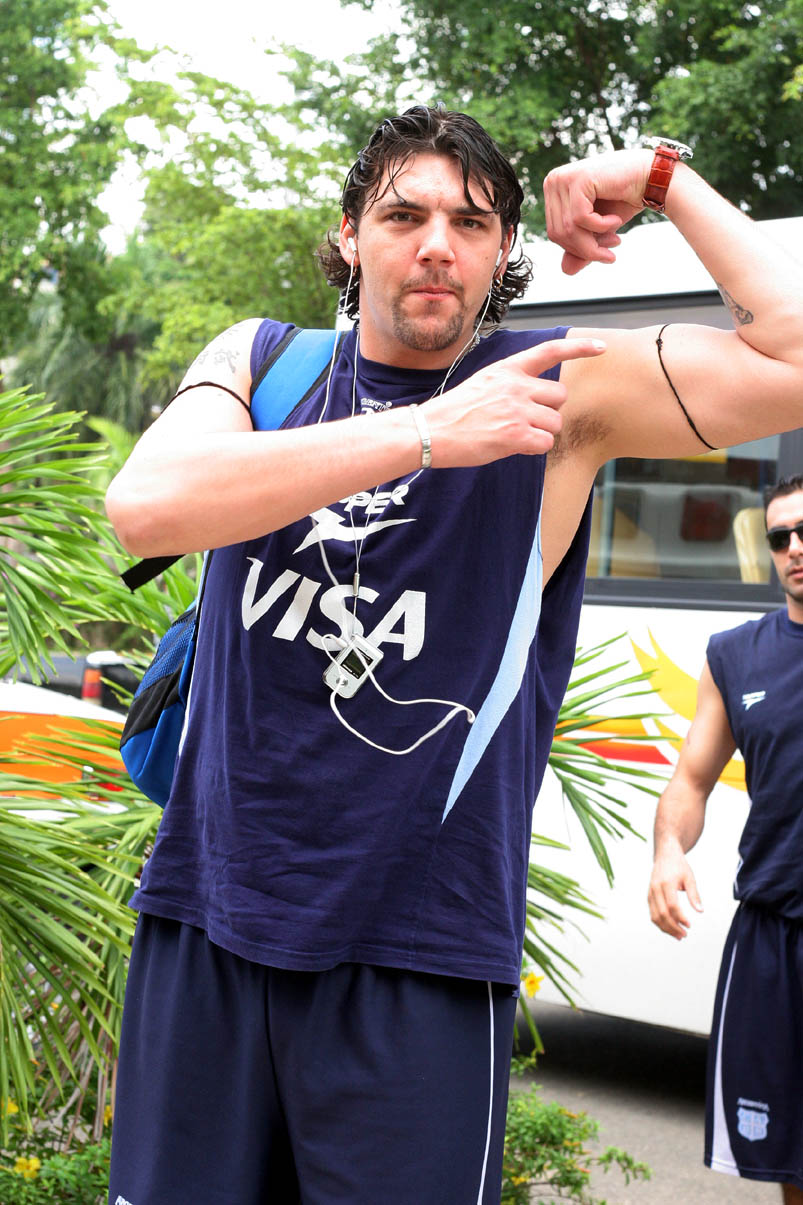
"El Chuso" Román González

  - stagione regolare: 6º posto su 16 squadre (bilancio di 17 vittorie e 13 sconfitte);
  - play-off: eliminazione ai quarti di finale da Scafati (0-3).

## Stagione
Alla guida tecnica della squadra viene nominato lo sloveno Mehmed Bečirovič, padre di Sani che nella stessa stagione militava nelle file di Varese in Serie A.
Due gli americani inizialmente in rosa: al confermato trentaseienne Rodney Monroe, si aggiunge l'ingaggio del trentaquattrenne Chandler Thompson. Per il ruolo di playmaker titolare arriva il trentatreenne Labella.
A dicembre la società si muove con un doppio cambio: al posto dell'ala grande croata Žuža viene firmato il pivot passaportato Janjão, mentre la guardia italiana Carretta torna in B1 lasciando spazio all'americano Rencher, proveniente da Reggio Calabria. Nello stesso mese, l'ala cesenate Brkic viene ceduta a Ferrara.
La stagione si conclude ai quarti di finale dei play-off, con l'eliminazione per mano di Scafati in una serie conclusasi 3-0 per i campani.

## Organigramma societario
Area dirigenziale
- Presidente: Luciano Capicchioni

Area comunicazione
- Addetto stampa: Alessandro Ceccoli

Area sportiva
- General manager: Renzo Vecchiato
- Direttore tecnico: Manuel Capicchioni

Area tecnica
- Allenatore: Mehmed Bečirovič
- Vice allenatore: Massimo Galli
- Assistente allenatore: Federico Sarti

Area sanitaria
- Medico sociale: Enzo Corbari
- Preparatore atletico: Marzio Balducci
- Massaggiatore: Alberto Corbari

## Roster
| Basket Rimini Crabs 2004-2005 | Basket Rimini Crabs 2004-2005 |
| Giocatori                     | Staff tecnico                 |
| ----------------------------- | ----------------------------- |

| N. | Naz.                                     | Ruolo | Nome                    | Anno | Alt.   | Peso   |  |
| -- | ---------------------------------------- | ----- | ----------------------- | ---- | ------ | ------ |  |
| 4  | Stati Uniti (bandiera)                   | A     | Chandler Thompson       | 1970 | 195 cm | 105 kg |  |
| 6  | Italia (bandiera)                        | GA    | Federico Tassinari (C)  | 1977 | 195 cm | 93 kg  |  |
| 7  | Stati Uniti (bandiera)                   | G     | Terrence Rencher        | 1973 | 193 cm | 85 kg  |  |
| 8  | Argentina (bandiera) · Italia (bandiera) | GA    | Demián Filloy           | 1982 | 198 cm | 90 kg  |  |
| 9  | Italia (bandiera)                        | GA    | Luca Carretta           | 1980 | 195 cm | 92 kg  |  |
| 11 | Argentina (bandiera) · Italia (bandiera) | P     | Fernando Labella        | 1971 | 185 cm | 85 kg  |  |
| 12 | Argentina (bandiera) · Italia (bandiera) | P     | Nelson Ingles           | 1975 | 180 cm | 85 kg  |  |
| 14 | Stati Uniti (bandiera)                   | G     | Rodney Monroe           | 1968 | 192 cm | 85 kg  |  |
| 15 | Croazia (bandiera)                       | AC    | Jurica Žuža             | 1978 | 206 cm | 106 kg |  |
| 16 | Brasile (bandiera) · Italia (bandiera)   | C     | Joélcio Joerke "Janjão" | 1972 | 205 cm | 106 kg |  |
| 17 | Italia (bandiera)                        | A     | David Brkic             | 1982 | 210 cm | 101 kg |  |
| 18 | Italia (bandiera)                        | AC    | Tommaso Rinaldi         | 1985 | 204 cm | 101 kg |  |
| 20 | Argentina (bandiera) · Italia (bandiera) | C     | Román González          | 1978 | 205 cm | 110 kg |  |

| Allenatore                                                                                   |
| - Mehmed Bečirovič                                                                           |
| Assistente/i                                                                                 |
| - Massimo Galli - Federico Sarti Legenda - (C) Capitano Roster Aggiornato al: 30 giugno 2005 |

## Risultati

### Campionato

#### Stagione regolare

##### Girone di andata
| Arbitri: | Emanuele Aronne Gianluca Calbucci |

|                     |          |                        |
| González, Monroe 18 | Punti    | 22 Taylor              |
| Ingles 4            | Assist   | 1 Cattabiani, Williams |
| González 11         | Rimbalzi | 11 Rush                |

| Arbitri: | Giorgio Provini Massimiliano Barni |

|             |          |                   |
| Cooper 24   | Punti    | 17 Thompson       |
| Cooper 4    | Assist   | 4 Ingles, Labella |
| Shoemaker 9 | Rimbalzi | 12 González       |

| Arbitri: | Paolo Longhi Barbara La Rocca |

|             |          |           |
| Thompson 22 | Punti    | 17 Stern  |
| Labella 5   | Assist   | 2 Gattoni |
| González 12 | Rimbalzi | 11 Stern  |

| Arbitri: | Roberto Pasetto Eduardo Ciano |

|                             |          |             |
| Monroe 33                   | Punti    | 17 Robinson |
| Carretta, Ingles, Labella 1 | Assist   | 1 Wilson    |
| Thompson 13                 | Rimbalzi | 7 Robinson  |

| Arbitri: | Paolo Quacci Alessandro Martolini |

|            |          |                             |
| Davison 24 | Punti    | 21 Thompson                 |
| Brewer 4   | Assist   | 2 González, Ingles, Labella |
| Davison 9  | Rimbalzi | 13 Thompson                 |

| Arbitri: | Gianni Caroti Saverio Lanzarini |

|                   |          |                       |
| Thompson 31       | Punti    | 21 Oliver             |
| Ingles, Labella 4 | Assist   | 2 McIntyre, Montonati |
| González 8        | Rimbalzi | 11 Howell             |

| Arbitri: | Antonio Florian Corrado Federici |

|             |          |                                      |
| Williams 23 | Punti    | 18 Monroe                            |
| Busca 4     | Assist   | 3 Thompson                           |
| Whisby 14   | Rimbalzi | 6 Ingles, González, Monroe, Thompson |

| Arbitri: | Andrea Masi Paolo Bertelli |

|                             |          |           |
| Thompson 30                 | Punti    | 30 Colson |
| Ingles, Labella, Thompson 3 | Assist   | 1 Colson  |
| González 11                 | Rimbalzi | 8 Powell  |

| Arbitri: | Giorgio Provini Fabrizio Conti |

|                       |          |                     |
| Mathis, Tintorelli 20 | Punti    | 20 González         |
| Mathis 6              | Assist   | 2 González, Labella |
| Smith 12              | Rimbalzi | 8 González          |

| Arbitri: | Roberto Materdomini Corrado Federici |

|             |          |              |
| Monroe 21   | Punti    | 22 Childress |
| Ingles 3    | Assist   | 3 Calbini    |
| González 10 | Rimbalzi | 10 Tyler     |

| Arbitri: | Emanuele Aronne Gaetano Perretti |

|             |          |            |
| Esposito 26 | Punti    | 28 Monroe  |
| Merriex 3   | Assist   | 2 Thompson |
| Campbell 11 | Rimbalzi | 8 González |

| Arbitri: | Vincenzo Terranova Fabrizio Conti |

|            |          |             |
| Rotondo 25 | Punti    | 25 Thompson |
| Rotondo 3  | Assist   | 4 Ingles    |
| Coleman 9  | Rimbalzi | 9 González  |

| Arbitri: | Paolo Quacci Gabriele Bettini |

|                    |          |                                      |
| Monroe 29          | Punti    | 30 Owens                             |
| Rencher 5          | Assist   | 1 Monzecchi, Owens, Sciutto, Zanelli |
| cinque giocatori 6 | Rimbalzi | 7 Owens                              |

| Arbitri: | Paolo Longhi Gianluca Calbucci |

|          |          |                   |
| Smith 35 | Punti    | 25 Rencher        |
| Smith 4  | Assist   | 3 Monroe, Rencher |
| Hicks 8  | Rimbalzi | 11 González       |

| Arbitri: | Giorgio Provini Eduardo Ciano |

|             |          |            |
| Monroe 21   | Punti    | 32 Hawkins |
| Rencher 7   | Assist   | 2 Fazzi    |
| Thompson 13 | Rimbalzi | 11 Johnson |

##### Girone di ritorno
| Arbitri: | Gianni Caroti Paolo Bertelli |

|           |          |                   |
| Rush 24   | Punti    | 20 González       |
| Moltedo 3 | Assist   | 2 Labella, Monroe |
| Rush 10   | Rimbalzi | 11 González       |

| Arbitri: | Vincenzo Terranova Luca Weidmann |

|             |          |                  |
| Monroe 24   | Punti    | 25 Cooper        |
| Thompson 4  | Assist   | 5 Cooper         |
| González 15 | Rimbalzi | 7 Bellina, Stern |

| Arbitri: | Antonio Florian Massimiliano Barni |

|                                            |          |                     |
| Forrest 19                                 | Punti    | 19 Rencher          |
| Cinciarini, Gattoni, Klimavičius, Mobley 2 | Assist   | 3 González, Labella |
| Forrest 8                                  | Rimbalzi | 9 González          |

| Arbitri: | Emanuele Aronne Alessandro Martolini |

|                     |          |             |
| Wilson 21           | Punti    | 23 Thompson |
| Stanic 5            | Assist   | 3 Monroe    |
| Masper, Robinson 10 | Rimbalzi | 6 González  |

| Arbitri: | Vincenzo Terranova Luca Weidmann |

|             |          |                   |
| González 23 | Punti    | 26 Guyton         |
| Monroe 6    | Assist   | 2 Brewer, Davison |
| González 10 | Rimbalzi | 7 Davison         |

| Arbitri: | Paolo Quacci Luca Weidmann |

|           |          |             |
| Howell 25 | Punti    | 32 Rencher  |
| Oliver 8  | Assist   | 2 Rencher   |
| Howell 16 | Rimbalzi | 11 González |

| Arbitri: | Gabriele Bettini Saverio Lanzarini |

|             |          |           |
| Monroe 13   | Punti    | 19 Whisby |
| González 3  | Assist   | 4 Busca   |
| Thompson 11 | Rimbalzi | 17 Whisby |

| Arbitri: | Gianni Caroti Gianluca Calbucci |

|           |          |             |
| Colson 25 | Punti    | 22 Monroe   |
| Colson 11 | Assist   | 4 Ingles    |
| Powell 21 | Rimbalzi | 14 Thompson |

| Arbitri: | Alessandro Terreni Alessandro Martolini |

|             |          |                     |
| González 21 | Punti    | 20 Setti            |
| Rencher 4   | Assist   | 1 Mathis, Sambugaro |
| Thompson 13 | Rimbalzi | 13 Vanuzzo          |

| Arbitri: | Antonio Florian Gaetano Perretti |

|                |          |                     |
| Maresca 21     | Punti    | 22 Monroe, Thompson |
| Childress 4    | Assist   | 2 Labella           |
| Chiaramello 14 | Rimbalzi | 8 González          |

| Arbitri: | Lorenzo Gori Eduardo Ciano |

|             |          |            |
| Monroe 28   | Punti    | 19 Merriex |
| Labella 8   | Assist   | 3 Esposito |
| Thompson 13 | Rimbalzi | 9 Merriex  |

| Rimini 3 aprile 2005, ore 18:15 27ª giornata | Conad Rimini | – (Rinviata per la morte del papa) | Banco di Sardegna Sassari | 105 Stadium |

| Arbitri: | Andrea Masi Gianluca Calbucci |

|                 |          |             |
| Darby, Owens 29 | Punti    | 23 Thompson |
| Clack 6         | Assist   | 4 Rencher   |
| Darby 9         | Rimbalzi | 9 González  |

| Arbitri: | Giorgio Provini Saverio Lanzarini |

|             |          |           |
| Monroe 21   | Punti    | 21 Parker |
| Tassinari 5 | Assist   | 2 Parker  |
| González 14 | Rimbalzi | Coleman 7 |

| Arbitri: | Alessandro Terreni Paolo Bertelli |

|                      |          |          |
| González, Monroe 15  | Punti    | 35 Smith |
| D. Filloy, Labella 4 | Assist   | 3 Meini  |
| González 9           | Rimbalzi | 8 Smith  |

| Arbitri: | Lorenzo Gori Corrado Federici |

|            |          |             |
| Fazzi 30   | Punti    | 23 Monroe   |
| Hunter 6   | Assist   | 3 Thompson  |
| Bagnoli 12 | Rimbalzi | 13 González |

#### Play-off
| Arbitri: | Roberto Pasetto Andrea Masi |

|            |          |                      |
| Jamison 24 | Punti    | 18 Rencher, Thompson |
| Stanic 4   | Assist   | 2 D. Filloy          |
| Jamison 16 | Rimbalzi | 7 Thompson           |

| Arbitri: | Emanuele Aronne Paolo Longhi |

|                    |          |             |
| Robinson 24        | Punti    | 18 Monroe   |
| Stanic 6           | Assist   | 2 Rencher   |
| Amoroso, Masper 10 | Rimbalzi | 10 González |

| Arbitri: | Gianni Caroti Vincenzo Terranova |

|             |          |            |
| Monroe 21   | Punti    | 22 Jamison |
| Monroe 4    | Assist   | 3 Wilson   |
| Thompson 12 | Rimbalzi | 12 Amoroso |